# مجموعه کلوپ نشان‌ها
مجموعه کلوپ نشان‌ها  (به انگلیسی: Scores New York) ، زنجیره‌ای از کلوپ‌های برهنگی در سراسر ایالات متحده که مالکیت آنها در اختیار شرکت کلوپ شبانه که با نام تجاری IM Operating LLC در بورس شرکت می‌کند است . اولین کلوپ برهنگی از مجموعه نشان‌ها در منهتن نیویورک افتتاح گردید سپس توسط شرکت در دنور و هیوستون شعب دیگری توسط نمایندگان تجاری شرکت تأسیس کرد . بعدها بر سر مافیایی بودن کلوپ نشان‌ها در آمریکا بحث وجدال فراوانی درگرفت . از ابتکارات کلوپ نشان‌ها ارائه رقص دور میز به مخاطبان در آغاز دهه ۹۰ میلادی بود که مورد توجه قرارگرفت . 

## جنجال‌ها
در سال ۲۰۰۶ مجموعه کلوپ نشان‌ها توسط دادستان منهتن به فرار مالیاتی متهم شد در کیفرخواستی که علیه کلوپ نشان‌ها ذکر شده که مدیران کلوپ با رشوه دادن به ممیزین مالیاتی سعی در تغییر شیوه محاسباتی مالیات بر درآمد بودند .
حضور کوین رود عضو حزب کارگر استرالیا و کاندیدا نخست‌وزیری در کلوپ نشان‌ها سر و صدای زیادی در استرالیا به پا کرد و دستمایه مخالفان شد ، اما کوین رود توانست به نخست‌وزیری برسد .

## شعب
مجموعه کلوپ‌ها دارای ۱۲ شعبه در سراسر ایالات متحده است که به ترتیب نیویورک  بایگانی‌شده  در ۴ مه ۲۰۱۹ توسط Wayback Machine ، بالتیمور ، شیکاگو  ، نیواورلئان ، تامپا ، آتلانتیک سیتی  بایگانی‌شده  در ۴ مه ۲۰۱۹ توسط Wayback Machine، دریاچه ورث در فلوریدا ، جکسونویل فلوریدا  بایگانی‌شده  در ۲ مه ۲۰۱۶ توسط Wayback Machine ، بوفالو نیویورک  بایگانی‌شده  در ۴ مه ۲۰۱۹ توسط Wayback Machine، هیوستون تگزاس  ، کلمبوس اوهایو  قرار دارد .